# ブラバム・BT34
ブラバム・BT34 (Brabham BT34) は、ブラバムが開発したフォーミュラ1カー。デザイナーはロン・トーラナック。1971年から1972年まで使用された。「ロブスターの爪」と呼ばれたフロントノーズが特徴。

## 開発
1971年、ジャック・ブラバムは彼のチームの持ち株を共同オーナー兼デザイナーのロン・トーラナックに売却した。イギリス人ドライバーのグラハム・ヒルがBT34をドライブするために起用され、オーストラリア人ドライバーのティム・シェンケンには旧型のBT33が与えられた。トーラナックが設計したBT34には、スポーツカーノーズ部分（内部にラジエタを収めている）の左右に広がっている形状を指した「ロブスターの爪」という渾名がある。BT34はヒルのために1台だけ製作された。

## レース戦績

### 1971
チームはシーズン開幕戦の南アフリカではBT33を使用した。BT34はスペインでデビューしたが、ヒルはステアリングの問題でリタイアした。次戦のモナコグランプリでもヒルはクラッシュ、リタイアした。第4戦のオランダでは10位となり、次のフランスではオイルパイプが破損しリタイアした。イギリスではスタートでジャッキー・オリバーのマクラーレンとクラッシュしてリタイア、オリバーはは￡50の罰金を科された。第7戦のドイツでは9位、第8戦のオーストリアでは5位に入り、シーズン初のポイントを獲得した。続くイタリアではギアボックスが破損しリタイアした。ウェットレースとなったカナダではクラッシュしてリタイア、最終戦のアメリカでは7位に入った。
ブラバムは5ポイントを獲得、コンストラクターズランキング9位でシーズンを終えた。ヒルは2ポイントを獲得し、シェンケンは5ポイントを獲得した。
その年の年末、エンジニアであるトーラナックは、シーズンを運営していく予算には10万ポンドかかると感じていた。彼は自分自身で乗り越えることができず、経験豊富なビジネスパートナーを探していた。彼はチームを年末に、ヨッヘン・リントの元マネージャーでコンノート・エンジニアリングの元オーナーであるバーニー・エクレストンに10万ポンドで売却した。トーラナックはそのままチームに留まり、マシンを設計しファクトリーを運営した。

### 1972
エクレストンはトーラナックに知らせずにチームの運営方法を変更したため、トーラナックは1972年初めにチームを離脱した。エクレストンは「今から考えてみると、この関係は決してうまくいかない」と言った。「（ロン・トーラナックと私は）両者とも考えた。『どうか無茶を言わず、自分のやり方でやってくれ。』」1972年、チームは3台のマシン、BT33、BT34、BT37を走らせたにもかかわらず、失望のシーズンとなった。
チームは1972年シーズン、シェンケンに代えてアルゼンチン人ドライバーのカルロス・ロイテマンを起用した。ヒルはチームに残留したが、チームはロイテマンにBT34を与えた。初戦となったアルゼンチンでロイテマンはポールポジションを獲得したが、決勝は7位で終わった。南アフリカグランプリでは燃料システムのトラブルでリタイアした。ロイテマンはスラクストン・サーキットで行われたフォーミュラ2のレースにロンデル・レーシングから参加し、メカニカルトラブルのためクラッシュ、足首を負傷し二戦を欠場することとなった。BT34はスペインとモナコでは使用されず、チームは第5戦から3人目のドライバー、ウィルソン・フィッティパルディを起用しBT34をドライブさせた。フィッティパルディはベルギーでギアボックストラブルのためリタイアした。続くフランスでは8位に入り、第7戦のイギリスでは69周目にサスペンションを破損、停止したにも関わらず12位に入った。第8戦のドイツでは7位に入ったが、その後は4戦連続でリタイアとなった。オーストリアはブレーキトラブル、イタリアはサスペンションの破損、カナダはギアボックスを破損し、最終戦のアメリカはエンジントラブルが原因であった。
ブラバムはこの年7ポイントを獲得した。4ポイントはヒル、3ポイントはロイテマンで、これによりチームはランキング9位となった。
チームは1973年シーズン、BT34に代えてBT37を投入した。

## F1における全成績
(key) （太字はポールポジション、斜体はファステストラップ）
| 年     | チーム                                 | エンジン                      | タイヤ | ドライバー                     | 1   | 2   | 3   | 4   | 5   | 6   | 7   | 8   | 9   | 10  | 11  | 12  | ポイント | 順位 |
| ------ | -------------------------------------- | ----------------------------- | ------ | ------------------------------ | --- | --- | --- | --- | --- | --- | --- | --- | --- | --- | --- | --- | -------- | ---- |
| 1971年 | モーターレーシング・ディベロップメント | フォード コスワースDFV 3.0 V8 | G      |                                | RSA | ESP | MON | NED | FRA | GBR | GER | AUT | ITA | CAN | USA |     | 51       | 9位1 |
| 1971年 | モーターレーシング・ディベロップメント | フォード コスワースDFV 3.0 V8 | G      | グラハム・ヒル                 |     | Ret | Ret | 10  | Ret | Ret | 9   | 5   | Ret | Ret | 7   |     | 51       | 9位1 |
| 1972年 | モーターレーシング・ディベロップメント | フォード コスワースDFV 3.0 V8 | G      |                                | ARG | RSA | ESP | MON | BEL | FRA | GBR | GER | AUT | ITA | CAN | USA | 72       | 9位2 |
| 1972年 | モーターレーシング・ディベロップメント | フォード コスワースDFV 3.0 V8 | G      | カルロス・ロイテマン           | 7   | Ret |     |     |     |     |     |     |     |     |     |     | 72       | 9位2 |
| 1972年 | モーターレーシング・ディベロップメント | フォード コスワースDFV 3.0 V8 | G      | ウィルソン・フィッティパルディ |     |     |     |     | Ret | 8   | 12  | 7   | Ret | Ret | Ret | Ret | 72       | 9位2 |

^1 ブラバム・BT33によるポイントも含む。
 ^2 ブラバム・BT33およびBT37によるポイントも含む。

## ノンタイトル戦における成績
(key) （太字はポールポジション、斜体はファステストラップ）
| 年     | チーム                                 | エンジン                      | タイヤ | ドライバー           | 1   | 2   | 3   | 4   | 5   | 6   | 7   | 8   |
| ------ | -------------------------------------- | ----------------------------- | ------ | -------------------- | --- | --- | --- | --- | --- | --- | --- | --- |
| 1971年 | モーターレーシング・ディベロップメント | フォード コスワースDFV 3.0 V8 | G      |                      | ARG | ROC | QUE | SPR | INT | RIN | OUL | VIC |
| 1971年 | モーターレーシング・ディベロップメント | フォード コスワースDFV 3.0 V8 | G      | グラハム・ヒル       |     | Ret | 26  |     | 1   |     |     | 8   |
| 1972年 | モーターレーシング・ディベロップメント | フォード コスワースDFV 3.0 V8 | G      |                      | ROC | BRA | INT | OUL | REP | VIC |     |     |
| 1972年 | モーターレーシング・ディベロップメント | フォード コスワースDFV 3.0 V8 | G      | カルロス・ロイテマン |     | 1   |     |     |     |     |     |     |

## 参照
1. ↑  “Grand Prix results, Spanish GP 1971”. grandprix.com. 2016年6月4日閲覧。
2. ↑  “Grand Prix results, Monaco GP 1971”. grandprix.com. 2016年6月4日閲覧。
3. ↑  “Grand Prix results, Dutch GP 1971”. grandprix.com. 2016年6月4日閲覧。
4. ↑  “Grand Prix results, French GP 1971”. grandprix.com. 2016年6月4日閲覧。
5. ↑  “Grand Prix results, British GP 1971”. grandprix.com. 2016年6月4日閲覧。
6. ↑  “Grand Prix results, German GP 1971”. grandprix.com. 2016年6月4日閲覧。
7. ↑  “Grand Prix results, Austrian GP 1971”. grandprix.com. 2016年6月4日閲覧。
8. ↑  “Grand Prix results, Italian GP 1971”. grandprix.com. 2016年6月4日閲覧。
9. ↑  “Grand Prix results, Canadian GP 1971”. grandprix.com. 2016年6月4日閲覧。
10. ↑  “Grand Prix results, United States GP 1971”. grandprix.com. 2016年6月4日閲覧。
11. ↑  Lawrence (1999) p. 113
12. ↑  Lawrence (1999) p. 116
13. ↑  Lawrence. pp. 116-118
14. ↑  “Grand Prix results, Argentine GP 1972”. grandprix.com. 2016年6月4日閲覧。
15. ↑  “Grand Prix results, South African GP 1972”. grandprix.com. 2016年6月4日閲覧。
16. ↑  “Grand Prix results, Belgian GP 1972”. grandprix.com. 2016年6月4日閲覧。
17. ↑  “Grand Prix results, French GP 1972”. grandprix.com. 2016年6月4日閲覧。
18. ↑  “Grand Prix results, British GP 1972”. grandprix.com. 2016年6月4日閲覧。
19. ↑  “Grand Prix results, German GP 1972”. grandprix.com. 2016年6月4日閲覧。
20. ↑  “Grand Prix results, Austrian GP 1972”. grandprix.com. 2016年6月4日閲覧。
21. ↑  “Grand Prix results, Italian GP 1972”. grandprix.com. 2016年6月4日閲覧。
22. ↑  “Grand Prix results, Canadian GP 1972”. grandprix.com. 2016年6月4日閲覧。
23. ↑  “Grand Prix results, United States GP 1972”. grandprix.com. 2016年6月4日閲覧。